# Pectinaleyrodes silvaticus
Pectinaleyrodes silvaticus là một loài côn trùng cánh nửa trong họ Aleyrodidae, phân họ Aleyrodinae.
Pectinaleyrodes silvaticus được Cohic miêu tả khoa học đầu tiên năm 1969.